# 2022年維基媒體基金會針對中東北非地區用戶的行動
2022年維基媒體基金會針對中東北非地區用戶的行動是2022年12月6日維基媒體基金會針對阿拉伯語維基百科和波斯語維基百科采取的一系列措施，共有16位維基人被全域禁制，包括7位管理員。維基媒體基金會表示這些維基人從事利益衝突的宣傳活動，而人權組織“現在就為阿拉伯世界爭民主”則指控這些維基人被沙地阿拉伯政府控制，行動與兩位維基人在沙地阿拉伯被判32年和8年有關。

## 背景

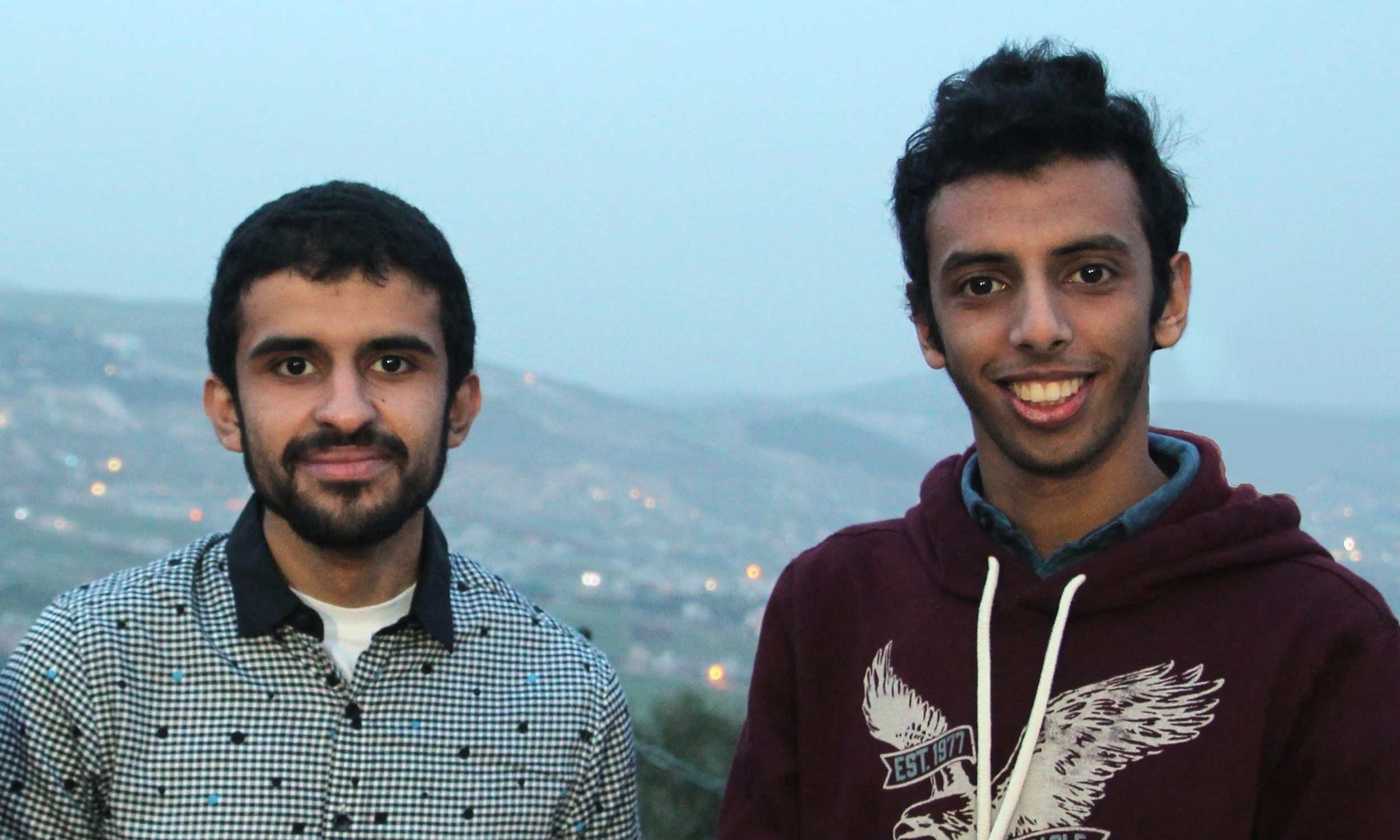
被捕的二人：左为奥萨马·哈立德，右为齐亚德·索菲安尼

2020年9月，沙地阿拉伯政府在同一天逮捕了前阿拉伯語維基百科管理員奧薩馬·哈立德和齊亞德·索菲安尼（Ziyad al-Sofiani），指控他們“支配輿論”和“違反公共道德”。該國用於起訴政治犯的专责刑事法庭在利雅得的哈爾監獄分別判處他們5年和8年徒刑。2022年9月，專責刑事法庭以同樣的罪名將哈立德的刑期增加至32年。

## 行動
2022年12月6日，維基媒體基金會宣布，在2022年1月開始的內部調查後，他們全域封鎖了16名涉嫌“利益衝突編輯”的用戶。維基媒體基金會表示，“在那次調查中，我們能夠確認一些與外部方面有密切聯繫的用戶正在以協調的方式編輯平台，以推進這些方面的目標。”維基媒體基金會在其2023年1月9日的聲明中否認所有16人都在沙特阿拉伯，但沒有公開其調查結果和“利益衝突編輯”的任何細節。維基媒體基金會補充說，在2022年1月啟動調查之前，他們懷疑MENA地區的維基百科項目存在利益衝突編輯。 
在16名被封禁用戶中，至少有9名在沙特阿拉伯，其中包括7名管理員，他們都是該國人。有一個是科威特人，但主要編輯與沙特阿拉伯相關的頁面。10名被封禁用戶主要在阿拉伯語維基百科上編輯，3名被封禁用戶主要在波斯語維基百科上編輯，3名被封禁用戶同時在波斯語和阿拉伯語維基百科上編輯。所有位於沙地阿拉伯的管理員均被維基媒體基金會除權。

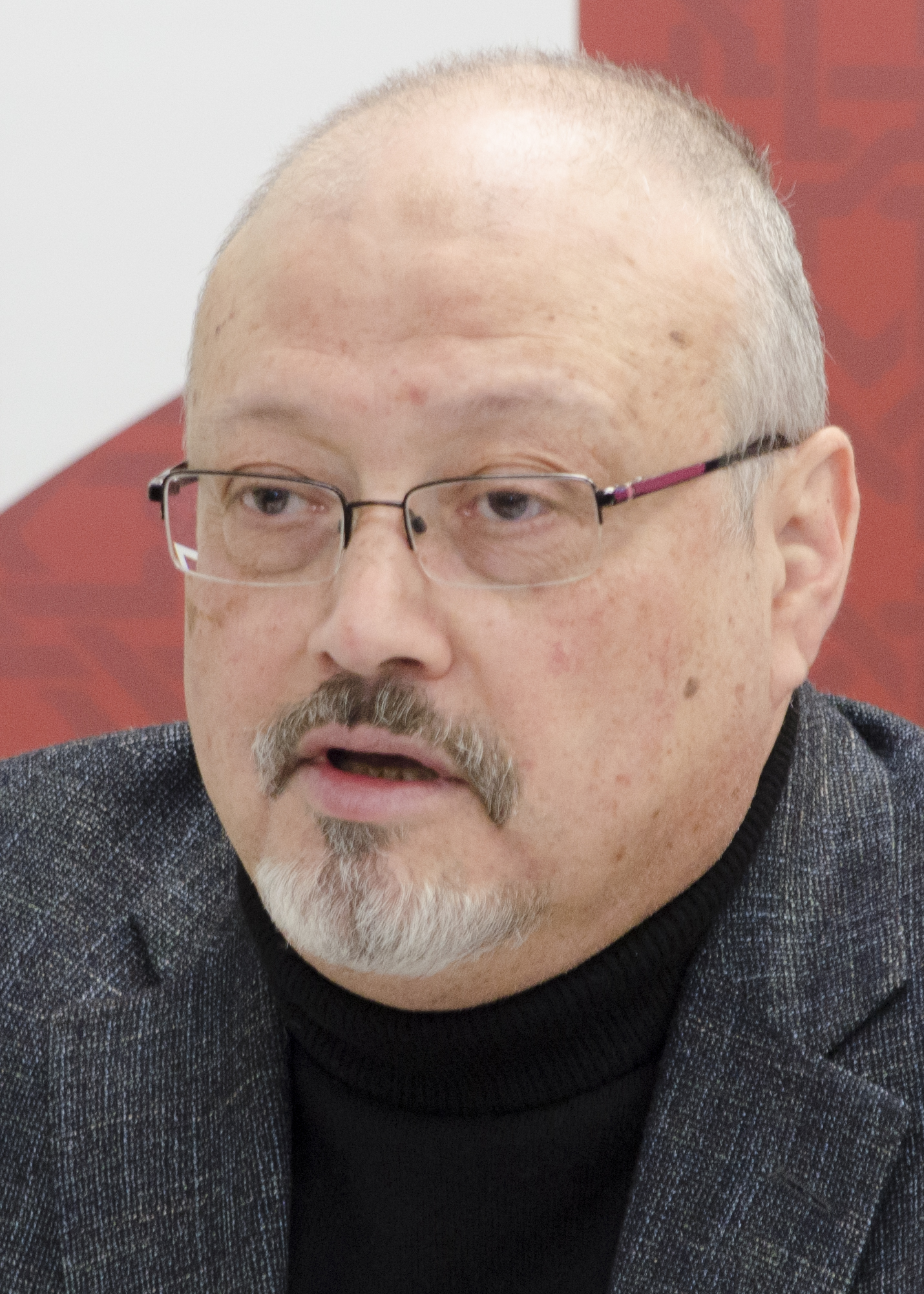
“现在就为阿拉伯世界争民主”的创立者卡舒吉，2018年遭沙特政府肢解

人權組織指控這些被封禁用戶充當或被迫充當沙地阿拉伯政府的代理人，“宣傳有關政府的正面內容並刪除批評政府的內容”。他們的編輯包括對卡舒吉遇害案的語氣軟化、宣傳沙烏地阿拉伯公共投資基金的條目、政府大臣費薩爾·阿里布拉欣的個人簡介、王儲穆罕默德·本·薩勒曼“The Line”項目的條目，以及關於2022年伊朗-希臘扣船事件的條目。維基媒體基金會則表示“不太可能是這種情況”，沒有發現滲透的證據，並補充說一些被封禁的用戶“可能是沙特阿拉伯人”。

## 評價
人權活動家穆罕默德·納吉姆（Mohamed Najem）表示：“滲透維基百科是沙地阿拉伯政府持續努力控制我們地區在線信息和知識生產的另一個例子。”另一位人權活動家莎拉·莉婭·惠特遜則表示：“那些認為他們的附屬機構可以獨立於沙地阿拉伯政府的控制而安全地運營的國際組織和企業是極不負責任的。”
阿拉伯语维基百科社群对此次行动表示愤怒，并呼吁维基媒体基金会建立更透明的模式，让社群自己对自己负责。